# Opharus albiceps
Opharus albiceps là một loài bướm đêm thuộc phân họ Arctiinae, họ Erebidae.